# Agostino da Lanzano
Agostino da Lanzano (falecido em 1410) foi um prelado católico romano que serviu como bispo de Spoleto (1404-1410), bispo de Perugia (1390–1404) e bispo de Penne e Atri (1380–1390).

## Biografia
No dia 14 de fevereiro de 1380, Agostino da Lanzano foi nomeado durante o papado de Urbano VI como Bispo de Penne e Atri. A 29 de outubro de 1390, foi nomeado bispo de Perugia durante o papado de Bonifácio IX. No dia 27 de fevereiro de 1404, foi nomeado bispo de Spoleto pelo Papa Bonifácio IX, onde serviu como bispo até à sua morte em 1410.
Enquanto bispo, foi o principal co-consagrador de Antonio Correr, bispo de Modon (1407).